# Eustrotia obliqua
Eustrotia obliqua är en fjärilsart som beskrevs av Moore 1882. Eustrotia obliqua ingår i släktet Eustrotia och familjen nattflyn. Inga underarter finns listade i Catalogue of Life.